# MIME
Multipurpose Internet Mail Extensions (MIME) е интернет стандарт, който разширява имейл формата така, че да бъдат поддържани:
- Текст в набор от знаци, различни от ASCII таблицата
- Не-текстови прикачени файлове
- Тела на съобщенията с няколко части
- Заглавия (headers), съдържащи символи извън ASCII таблицата

Употребата на MIME се е разраснала отвъд описване на съдържанието на електронни писма и вече често се използва за описание на типове съдържание като цяло, както за уеб, така и за съхранение на богато съдържание в някои комерсиални продукти (IBM Lotus Domino и IBM Lotus Quickr)
Практически всички написани от човек имейли и сравнително голям дял от автоматичните имейли, се предават чрез обикновен протокол за трансфер на поща (Simple Mail Transfer Protocol) в MIME формат. Интернет електронната поща е дотолкова свързана с SMTP и MIME стандартите, че понякога е наричана „SMTP/MIME“ електронна поща.
Типовете съдържание, дефинирани от MIME стандарта, са от значение и извън електронните писма – например при комуникационните протоколи като HTTP за World Wide Web. HTTP изисква данните да бъдат предавани в контекста на подобните на имейл съобщения, въпреки че най-често информацията не е точно електронно писмо.
MIME е уточнен в шест свързани RFC меморандума: RFC 2045, RFC 2046, RFC 2047, RFC 4288, RFC 4289 и RFC 2049. Заедно те дефинират спецификациите.

## Въведение
Основният Интернет протокол за предаване на електронни писма, SMTP, поддържа единствено 7-битови ASCII символи.
Това ефективно лимитира Интернет електронната поща до съобщения, които „при предаване“ включват единствено символи, достатъчни за изобразяване на ограничен брой езици, основно английски. Други езици, използващи латиница, обикновено включват диакритични знаци и не са поддържани от 7-битовата ASCII таблица, от което следва, че тези езици няма да могат да бъдат правилно представени в основната електронна поща.
MIME дефинира механизми за изпращане на различни типове информация по електронната поща. В това число, текст на езици различни от английския, използващи кодиране на знаци, различни от тези в ASCII таблицата и 8-битово бинарно съдържание, като файлове, съдържащи изображения, звуци, филми и компютърни програми. Части от MIME се преизползват в комуникационни протоколи като HTTP, които изискват информацията да бъде предадена в контекста на подобните на имейл съобщения, въпреки че съдържанието може да няма (и обикновено няма) нищо общо с електронно писмо и тялото на съобщението може да бъде бинарно. Преобразуването на съобщенията в и от MIME формат обикновено се извършва автоматично от имейл клиент или от мейл сървър при изпращането или при получаването на SMTP/MIME електронни писма.
Основният формат на Интернет имейлите се дефинира от RFC 5322, който е обновена версия на RFC 2822 и RFC 822. Тези стандарти определят познатите формати за заглавията и тялото на текстовите съобщения, както и правила, отнасящи се за често използваните заглавни полета, като „До:“, „Относно:“, „От:“, и „Дата:“.
MIME дефинира колекция от заглавия (headers) на електронни писма, уточняващи допълнителни атрибути на съобщението, като „тип на съдържанието“, и дефинира набор от „предаващи кодировки“, които могат да бъдат използвани за представяне на 8-битово бинарно съдържание, използвайки символите от 7-битовата ASCII таблица.
MIME също така уточнява правила за кодиране на символи, непринадлежащи на ASCII таблицата в заглавните полета на електронните писма, като например „Относно:“, позволявайки на тези полета да съдържат символи, различни от латиницата.
MIME e разтегателен. Дефиницията му включва метод за регистриране на нови „типове съдържание“ и други MIME стойности на атрибутите.
Целите на дефиницията на MIME включват изискване за непроменяне на съществуващите сървъри за електронна поща и позволяването на имейли, съдържащи единствено текст да функционират двупосочно с вече съществуващи клиенти. Тези изисквания са постигнати чрез използването на допълнителни заглавни части в стил RFC822, за всички атрибути на MIME съобщенията, както и чрез добавянето на допълнителни стойности по подразбиране на MIME заглавните части, което гарантира че съобщения, различни от MIME, ще бъдат интерпретирани правилно от клиент, поддържащ MIME функционалност. Просто MIME текстово съобщение, може да бъде интерпретирано вярно от клиент, неподдържащ MIME, дори ако съдържа заглавни части, които неподдържащият MIME клиент не може да интерпретира.

## MIME Заглавия

### MIME-версии
Присъствието на това заглавие, свидетелства за това, че съобщението е в MIME формат. Типичната стойност обикновено е „1.0“, така, че това заглавие се появява като MIME-версия: 1.0.
Според един от създателите на MIME, Натаниел Боренщайн, идеята е била да се позволи на MIME да се променя, да напредне до версия 2.0 и т.н. Това решение в крайна сметка довежда до точно обратното и да се появи нова версия на стандарта, става почти невъзможно.
„Не успяхме адекватно да уточним как да се справим с нова версия на MIME“ казва Боренщайн. „Ако напишеш нещо, разбиращо 1.0, какво трябва да направиш ако се сблъскаш с 2.0 или 1.1? Мислех, че това е очевидно, но се оказа, че всеки имплементира това по различен начин. В резултат излиза, че за Интернет е невъзможно дори да се дефинира 2.0 или 1.1“